# Leptodactylus colombiensis
Espèce
Statut de conservation UICN

 LC  : Préoccupation mineure
Leptodactylus colombiensis est une espèce d'amphibiens de la famille des Leptodactylidae.

## Répartition
Cette espèce se rencontre entre 140 et 1 800 m d'altitude, :
- en Colombie des flancs pacifiques de la cordillère Occidentale aux flancs amazoniens de la cordillère Orientale, ainsi que dans les vallées du río Magdalena et du río Cauca ;
- au Venezuela dans l'État de Táchira.

## Description
Leptodactylus colombiensis mesure en moyenne 56 mm pour les mâles et 62 mm pour les femelles. Son dos est olive ou fauve avec de petites taches noires. Ses flancs sont jaunâtres et sa face ventrale crème.

## Étymologie
Son nom d'espèce, composé de colombi[e] et du suffixe latin -ensis, « qui vit dans, qui habite », lui a été donné en référence au lieu de sa découverte, la Colombie.

## Publication originale
- Heyer, 1994 : Variation within the Leptodactylus podicipinus-wagneri complex of frogs (Amphibia:  Leptodactylidae). Smithsonian Contributions to Zoology, no 546, p. 1-124 (texte intégral).